# 1167 Dubiago
1167 Dubiago è un asteroide della fascia principale del diametro medio di circa 63,12 km. Scoperto nel 1930, presenta un'orbita caratterizzata da un semiasse maggiore pari a 3,4106036 UA e da un'eccentricità di 0,0776536, inclinata di 5,72179° rispetto all'eclittica.
Il suo nome è in onore dell'astronomo russo Aleksandr Dmitrievič Dubjago.